# Saussurea sobarocephala
Saussurea sobarocephala là một loài thực vật có hoa trong họ Cúc. Loài này được Diels miêu tả khoa học đầu tiên năm 1905.